# Courses de taureaux, voyage en Espagne
Les Courses de taureaux, voyage en Espagne,  sont des lithographies exécutées en 1836 ou 1837 par Pharamond Blanchard pour illustrer toutes les phases de la lidia dans une corrida. Elles sont réunies dans un livre rédigé par Isidore Taylor sur une commande de Louis-Philippe.

## Contexte et description
Le roi avait chargé Isidore Taylor de plusieurs missions en Espagne car il souhaitait ouvrir une Galerie espagnole au musée du Louvre. À la suite de ces voyages, Taylor rédigea un texte très détaillé sur les courses de taureaux et les différentes phases du spectacle. 
Le texte fut illustré avec une grande précision par les lithographies réalistes de Pharamond Blanchard. Théophile Gautier faisait partie de l'expédition ainsi que d'autres peintres : Louis Boulanger, Pierre François Eugène Giraud, Louis-Eugène Ginain. Tous réalisèrent des œuvres taurines romantiques, notamment Ginain qui retraça la corrida royale sur la Plaza Mayor de Madrid, tableau qui entra dans la collection du duc d'Orléans conservée à Sanlúcar de Barrameda.
La plus impressionnante de toutes les œuvres tauromachiques de ce groupe est la série de lithographies très documentées de Pharamond Blanchard, notamment son estocade a recibir de Paquiro intitulée Mort du taureau.
Quelques années plus tard, Pharamond Blanchard exécuta une autre série de 15 aquarelles tauromachiques pour le comte russe Anatole Demidoff grand collectionneur.